# Kerteminde
Kerteminde Dánia egyik városa, kezdetben halászfalu volt.
Turisztikai látványosság a Sankt Laurentiuskirke, a Kertminde Városi Múzeum. Utóbbiban Hansen Peter (1868-1928) és Johannes Larsen (1867-1981) festő képei vannak kiállítva.
Kerteminde mellett van Labdy. Fjord alján találtak egy viking Ladbyskibet elnevezésű hajót.
1790-ben emelték a Hverringe-kastélyt Kertemindétől északkeleti irányban. Ha Kertemindétől észak felé megyünk a fjord oldalánál Munkebo városban találjuk magunkat.